# Actinote fuscata
Actinote fuscata är en fjärilsart som beskrevs av D'almeida 1935. Actinote fuscata ingår i släktet Actinote och familjen praktfjärilar. Inga underarter finns listade i Catalogue of Life.